# Oncodesmella rostralis
Oncodesmella rostralis är en mångfotingart som beskrevs av Kraus 1959. Oncodesmella rostralis ingår i släktet Oncodesmella och familjen Cyrtodesmidae. Inga underarter finns listade i Catalogue of Life.